# Xã Orange, Quận Fayette, Indiana
Xã Orange (tiếng Anh: Orange Township) là một xã thuộc quận Fayette, tiểu bang Indiana, Hoa Kỳ. Năm 2010, dân số của xã này là 736 người.